# الصابرية (ليبيا)
الصابرية قرية تقع في الطرف الغربي لمدينة الزاوية، موازية في الموقع لمنطقة الحرشة. وهي آخر محلة تتبع الزاوية من الغرب. كلها مناطق زراعية خضراء بأشجار الزيتون العملاقة وأشجار النخيل الشاهقة إلى جانب الحمضيات (البرتقال والليمون) وكـروم العنب. بالإضافة إلى تربية المواشي بأنواعها المختلفة. عدد سكانها يناهز 40 ألف نسمة.
يمـر بوسطها الطريق الساحلي الرئيسي من طرابلس باتجاه تونس. تربط مساحتها الشاسعة طـرق زراعية معبدة وفسيحة. الصابرية مترامية الأطراف تمتد من شواطئ البحر شمالاً «حتى مشارف قدم الجبل الغربي جنوباً» في تداخل مع مناطق الحرشة شمالًا وجنوبًا. فيها العديد من المدارس الثانوية والمعاهد المهنية محلات تجارية كبيرة وورش على امتداد الطريق الساحلي، مستوصفات صحية أساسية وبيطرية، محطات وقود، سوق العصر المفتوح لمختلف السلع الغذائية على مدار الساعة. تشتهــر بصناعات الحرير التقليدي لأزياء الأفراح الليبية.